# Stanisław Komornicki (universitaire)
Pour les articles homonymes, voir Stanisław Komornicki.
Stanisław Maria Komornicki z Komornik blason Nałęcz, né le 7 février 1949 à Cracovie, mort le 19 octobre 2016 , à Cracovie, est un universitaire polonais (professeur de chimie à l'École des mines et de la métallurgie de Cracovie et recteur du Centre universitaire de Tarnów).
Ancien athlète de haut niveau en aviron (premières régates en junior en 1966), il est membre de la commission internationale d'arbitrage de la Fédération internationale des sociétés d'aviron (FISA) de 2001 à 2014.

## Biographie
Stanisław Komornicki est diplômé en chimie physique de l'université Jagellonne de Cracovie en 1972. Il a effectué ses études de troisième cycle à l'École des mines et de la métallurgie de Cracovie et à l'université Bordeaux I (double doctorat en 1981). Il a obtenu son habilitation à diriger des recherches en 1994.
Il a travaillé dans le laboratoire d'analyses physico-chimiques de l'environnement et de recherches structurales de l'université Jagellonne (1972-1974). À partir de 1974, il rejoint AGH, à la Faculté de sciences des matériaux et de la céramique où il est successivement ingénieur de recherche (1974-1975), assistant, maître-assistant (1975-1982), maître de conférences (1982-1986), professeur (1996), vice-doyen (1993-1996) puis doyen de la faculté (1996-2002).
Il s'engage parallèlement dans le développement du Centre universitaire de Tarnów (École nationale supérieure professionnelle), dont il est élu recteur en 2007 et réélu en 2011. Il quitte ses fonctions en 2015.
Il est spécialiste de la chimie du solide et l'ingénierie des matériaux électroniques. Il a travaillé notamment sur la céramique et ses processus physico-chimiques, invité ou organisateur de nombreux colloques scientifiques dans ce domaine, en Pologne et à l'étranger (France, États-Unis, etc.). Il est membre de la commission de la céramique de l'Académie polonaise des sciences

### Livres
- Polska Ceramika, Cracovie, 2002  (ISBN 978-83-7108-106-4)